# Glynis Johns
Glynis Johns   (Pretòria, 5 d'octubre de 1923 - Los Angeles, 4 de gener de 2024) va ser una actriu, pianista i cantant britànica de família gal·lesa. Va aconseguir un premi Tony el 1953.

## Biografia
Glynis Johns era filla de l'actor gal·lès Mervyn Johns (1899-1992) i d'una pianista concertista.
Un dels seus papers més coneguts és el de Winifred Banks el 1964, a la pel·lícula Mary Poppins, on encarna la sufragista mare dels dos nens de qui s'ocupa Mary Poppins.
Va ser distingida en el marc dels Disney Legends de 1998.
Va morir el 4 de gener de 2024.

## Filmografia
Filmografia:
- 1941: 49th Parallel, de Michael Powell: Anna
- 1945: Perfect Strangers d'Alexander Korda: Dizzy Clayton
- 1948: Miranda, de Ken Annakin: Miranda Trewella
- 1951: No highway in the sky, de Henry Koster: Marjorie Corder
- 1952: The Card, de Ronald Neame: Ruth Earp
- 1953: The Sword and the Rose, de Ken Annakin: Princesa Maria d'Anglaterra (1496-1533)
- 1953: Rob Roy, the Highland Rogue, de Harold French: Helen Mary MacPherson MacGregor
- 1954: Els pioners (The Seekers), de Ken Annakin: Marion Southey
- 1955: The Court Jester, de Melvin Frank i Norman Panama: Maid Jean
- 1957: Around the World in 80 Days, de Michael Anderson: L'amic de la dama chic anglesa
- 1958: Another time, another place, de Lewis Allen: Kay Trevor
- 1960: Tres vides errants (The Sundowners), de Fred Zinnemann: Gertrude Firth
- 1962: The Chapman Report, de George Cukor: Teresa Harnish
- 1964: Mary Poppins, de Robert Stevenson: Winifred Banks
- 1972: Under Milk Wood d'Andrew Sinclair: Myfanwy Price
- 1973: The Vault of Horror, de Roy Ward Baker: Eleanor Critchit
- 1995: While you were sleeping, de Jon Turtletaub: Elsie
- 1999: Superstar, de Bruce McCulloch: Àvia Gallagher

## Premis i nominacions

### Premis
- 1963: Golden Laurel a la millor actriu secundària per Mary Poppins
- 1973: Premi Tony a la millor actriu protagonista de musical per la seva interpretació a A Little Night Music[3]

### Nominacions
- 1961: Oscar a la millor actriu secundària per Tres vides errants
- 1963: Globus d'Or a la millor actriu dramàtica per The Chapman Report